# Stenurt (Phedimus)
Slægten Stenurt (Phedimus) er udbredt i Østasien og Europa. Det er sukkulente stauder med lav vækst og tykke blade. Blomsterne er 5-tallige. Her nævnes kun de arter, som dyrkes i Danmark.
| Beskrevne arter |

- Kinesisk stenurt (Phedimus florifer)
- Rød stenurt (Phedimus spurius)

| Andre arter |

- Phedimus aizoon
- Phedimus hybridus
- Phedimus kamtschaticus
- Phedimus middendorffianus
- Phedimus obtusifolius
- Phedimus selskianus
- Phedimus stellatus